# Ясенка (приток Путиловки)
Ясенка (устар. Виккерау) — река в Калининградской области России, протекает по территории Правдинского района. Устье реки находится в 34 км по левому берегу реки Путиловки. Длина реки — 10 км, площадь водосборного бассейна — 48,6 км².

## Данные водного реестра
По данным государственного водного реестра России относится к Балтийскому бассейновому округу, водохозяйственный участок реки — Преголя. Относится к речному бассейну реки Неман и рекам бассейна Балтийского моря (российская часть в Калининградской области).
Код объекта в государственном водном реестре — 01010000212104300010428.

## Топографическая карта
- Лист карты N-34-55 Гвардейск. Масштаб: 1 : 100 000. Состояние местности на 1980 год. Издание 1987 г.